# العاصفة توست (رواية)
العاصفة توست (بالإنجليزية: Tempest-Tost)‏ هي أول رواية في ثلاثية سالترتون للكاتب الكندي روبرتسون ديفيز، نشرت عام 1951، عن دار نشر كلارك إروين. 